# Cetatea Răchitova
Cetatea Răchitova este un monument istoric aflat pe teritoriul satului Răchitova, comuna Răchitova. În Repertoriul Arheologic Național, monumentul apare cu codul 90734.03, 90734.03.01, 90734.03.02.